# Гуд Хоуп (Калифорнија)
Гуд Хоуп (енгл. Good Hope) насељено је место без административног статуса у америчкој савезној држави Калифорнија.

## Демографија
По попису из 2010. године број становника је 9.192.
| Група             | 2000.    | 2010.         |
| Белци             | 0 (0,0%) | 1.095 (11,9%) |
| Афроамериканци    | 0 (0,0%) | 669 (7,3%)    |
| Азијати           | 0 (0,0%) | 64 (0,7%)     |
| Хиспаноамериканци | 0 (0,0%) | 7.319 (79,6%) |
| Укупно            | 0        | 9.192         |